# Rudolf Herold
Rudolf Herold (* 3. August 1893 in Rotschau bei Reichenbach im Vogtland; † 1. April 1982 in Erlbach (Vogtland)) war ein deutscher Komponist.

Rudolf Herold im Alter von 80 Jahren

## Leben
Von der Schulbank an die Front berufen, konnte er erst 1919 seine Arbeit als Lehrer zunächst in Tirpersdorf und ab 1920 in Erlbach im Vogtland ausüben. Als Kantor gründete er einen gemischten Chor, mit dem 1920 seine erste Weihnachtskantate aufführte. Zum 1. Mai 1933 trat er der NSDAP bei (Mitgliedsnummer 1.959.957). Er war verheiratet und hatte einen Sohn, der 1941 an der Ostfront fiel. Nach Ende des Zweiten Weltkriegs, in dem er Lagerkommandant in Wälzlager Eichsstedt war, wurde er Religionslehrer in Erlbach und vertonte Werke von Johannes R. Becher, Bert Brecht, Niels Werner, Rose Nyland und andere, die die Verlage Peters und Hofmeister publizierten.

## Werkverzeichnis
Sein Opus umfasst 165 Titel. Darunter Bearbeitungen für Chöre, Streichquartette, Liederzyklen, Kantaten, Vertonungen von Gedichten und Bearbeitungen von Liedern.
Sein Werk "An der Wolga", "Sinfonisches Poem zum 50. Jahrestag der Großen Sozialistischen Oktoberrevolution" wurde 1975 durch die Philharmonie Halle uraufgeführt. Ein weiteres Werk erlebte seine Uraufführung im Rundfunk mit Solistenchor, Berliner Sinfonieorchester und Rundfunkchor. Unter Dirigent Thomas Sanderling wurde "Kriegs Erklärung", ("Seht eure Menschenbrüder zwischen Tod und Leben") für gemischten Chor und Orchester aufgeführt und gesendet.